# Newhaven
Newhaven è una città di 12 026 abitanti nel distretto di Lewes nell'East Sussex in Inghilterra. Essa è situata alla foce del fiume Ouse sul Canale della Manica. Per la sua posizione strategica ha rivestito grande importanza per i collegamenti con l'Europa. Dal suo porto partono dei traghetti che collegano la Gran Bretagna con la Francia, per i porti di Dieppe e Le Havre. 
Newhaven è la città natale dell'illustratore Cliff Wright, che ha disegnato la copertina dell'edizione originale britannica di Harry Potter e La Camera dei Segreti e di Harry Potter e il Prigioniero di Azkaban.